# 麥爾坎·努克斯
麥爾坎·卡斯伯特·努克斯（英語：Malcolm Cuthbert Nokes，1897年5月20日—1986年11月22日），是一位英國軍官、運動員、化學教師和化學家。他生於英格蘭，在第一次世界大戰、第二次世界大戰期間擔任英國皇家空軍尉官，獲頒軍功十字勳章；他也是一名田徑運動員，擅長的項目有擲鏈球和擲鐵餅，曾在奧運會奪得銅牌。此外，努克斯亦是一名化學教師和化學家，先後在墨爾文學校和哈羅公學任教，撰寫了多本關於化學、物理或科學教育的書籍，並為多個核化學機構工作。

## 早年生平及教育
努克斯在1897年5月20日生於英格蘭米德塞克斯埃德蒙頓，其後就讀赫特福德郡的寄宿學校畢曉普斯托福德書院。
第一次世界大戰完結後，努克斯入讀牛津大學，他首先報讀了化學短期課程，在1921年以優異成績完成；努克斯繼續在牛津大學莫德林學院進修，於1923年成功攻讀理學士學位，1931年成為文學碩士。在大學的日子裡，努克斯參與了水球、橄欖球類運動、足球等體育項目的大學校隊，在1919年至1922年間的每一年均會代表牛津大學出戰水球比賽，與劍橋大學的選手較量；而且，他在1920年代初曾經同時是八所不同體育會的成員。

## 職業生涯

### 戰時經歷
第一次世界大戰期間，努克斯是一名在法國執行職務的英軍軍人，1916年6月至1918年8月間則成為皇家要塞砲兵的一員。1916年10月，努克斯的軍銜由見習軍官升至少尉，列為「特別預備軍官」。其後，他發現了一座正在起火焚燒、但沒人處理的軍火庫，便從彈坑裡取水滅火，成功保存了軍火庫內的大量彈藥；努克斯因此在1917年8月獲授軍功十字勳章，以表揚他顯著的英勇和盡忠職守。努克斯也曾在皇家要塞砲兵擔任代理上尉。後來，他為英國皇家飛行隊擔任空中觀察員，及後在1918年9月至翌年9月服役於英國皇家空軍，最終官拜中尉。
努克斯在第二次世界大戰期間同樣身為英軍軍人，他本來是一名見習代理空軍少尉，在1940年8月獲授委任状，其後又在1941年8月從代理空軍少尉升為空軍少尉。1946年5月，努克斯以空軍少尉的軍銜退伍。

### 運動員生涯
努克斯在擲鏈球和擲鐵餅此兩項田徑項目皆有出色的表現，是現代第一個達到世界級水平的英格蘭鏈球運動員。他在連續八年的英格蘭業餘田徑協會的鏈球锦标赛中奪得佳績，並在1925年和1927年的鐵餅锦标赛分別得到第五名和第一名；此外，他曾於1930年大英帝國運動會的鏈球比賽贏得金牌、鐵餅比賽得第五，又在1934年大英帝國運動會的鏈球比賽再次奪金。
努克斯在1924年夏季奧林匹克運動會的男子鏈球比賽中為英國代表團贏得銅牌；下一個在奧運鏈球比賽奪獎的英國選手，是在2016年奧運會得到銅牌的女選手蘇菲·希徹恩。在接下來的1928年夏季奧林匹克運動會，努克斯在開幕典禮為英國代表團擔任入場旗手，但他在男子鏈球比賽只獲得第11名的成績。
努克斯亦曾領導英格蘭業餘田徑協會的教練計劃，並參與撰寫協會出版的教練手冊中關於擲鏈球的內容。

### 任教和研究化學
自牛津大學畢業後，努克斯成為了一名化學教師，但教學工作可能限制了他接受體育訓練的機會。他在1922年至1946年間於寄宿學校墨爾文學校任教化學，並在1932年至1946年期間擔任舍監；在1946年至1957年，努克斯轉到哈羅公學執教鞭，成為該校的科學科主任。他撰寫了多本關於化學、物理或科學教育的著作，例如《現代玻璃工藝和實驗室技術》（Modern glass working and laboratory technique）、《放射性測量儀器》（Radioactivity measuring instruments）、《教育中的科學》（Science in education）等。作為一名化學教師，努克斯是科學教育學會前身組織的成員，曾與其他成員代表該組織參與皇家學會的項目。
結束24年的教學生涯後，努克斯先後在1957年至1959年間供職於英国原子能科学研究院的同位素分部、1959年至1966年間供職於中部公約組織核科學學院、1966年至1969年間供職於德黑蘭大學核科學學院。

### 其他公職
努克斯曾先後擔任哈羅準自治市議會和哈羅自治市議會（即現在的哈羅倫敦自治市議會）的成員。

## 個人生活及逝世
努克斯的妻子名為伊麗莎白·奧爾索普，兩人於1933年在倫敦的聖喬治漢諾瓦廣場結婚。1986年11月22日，努克斯在英格蘭罕布夏郡的城鎮奧爾頓逝世，終年89歲。